# NGC 5005
NGC 5005 је спирална галаксија у сазвежђу Ловачки пси која се налази на NGC листи објеката дубоког неба.
Деклинација објекта је + 37° 3' 31" а ректасцензија 13h 10m 56,1s. Привидна величина (магнитуда) објекта NGC 5005 износи 9,8 а фотографска магнитуда 10,6. Налази се на удаљености од 17,500 милиона парсека од Сунца. NGC 5005 је још познат и под ознакама UGC 8256, MCG 6-29-52, CGCG 189-35, IRAS 13086+3719, PGC 45749.